# Wola Sufczyńska
Wola Sufczyńska (prononciation : [ˈvɔla sufˈt͡ʂɨɲska]) est un village polonais de la gmina de Kołbiel dans le powiat d'Otwock de la voïvodie de Mazovie dans le centre-est de la Pologne.
Il se situe à environ 3 kilomètres au sud-est de Kołbiel (siège de la gmina), 19 kilomètres au sud-est d'Otwock (siège du powiat) et à 40 kilomètres au sud-est de Varsovie (capitale de la Pologne).
Le village compte approximativement une population de 253 habitants en 2010.

## Histoire
De 1975 à 1998, le village appartenait administrativement à la voïvodie de Siedlce.